# Ville-Langy
Ville-Langy – miejscowość i gmina we Francji, w regionie Burgundia-Franche-Comté, w departamencie Nièvre.
Według danych na rok 1990 gminę zamieszkiwało 308 osób, a gęstość zaludnienia wynosiła 11 osób/km² (wśród 2044 gmin Burgundii Ville-Langy plasuje się na 607. miejscu pod względem liczby ludności, natomiast pod względem powierzchni na miejscu 215.).